# مسورة (بعدان)

تعديل مصدري - تعديل

مسورة هي إحدى قرى عزلة دلال بمديرية بعدان التابعة لمحافظة إب، بلغ تعداد سكانها 356 نسمة حسب تعداد اليمن لعام 2004.